# Dryocopus
Dryocopus este un gen de păsări din familia Picidae. Sunt ciocănitori mari și puternice, de obicei cu o lungime de 35-45 cm, care se găsesc în Europa, America de Nord și de Sud și Asia; unele specii din America de Sud sunt pe cale de dispariție.

## Taxonomie
Genul Dryocopus a fost introdus de naturalistul german Friedrich Boie în 1826. Numele provine din cuvântul grecesc antic pentru ciocănitoare druokopos, care combină druos „copac” și kopos „lovitură”. Genul face parte din subfamilia ciocănitoarelor Picinae și este înrudit cu genul Mulleripicus, ale cărui specii se găsesc în Asia de Sud și de Sud-Est. Genul Dryocopus este membru al tribului Picini și aparține unei clade care conține cinci genuri: Colaptes, Piculus, Mulleripicus, Dryocopus și Celeus.

### Specii
Genul conține șase specii:
- Dryocopus lineatus – ciocănitoare neagră cu dungi
- Dryocopus pileatus – ciocănitoare nord-americană
- Dryocopus schulzii
- Dryocopus javensis – ciocănitoare cu burtă albă
- Dryocopus hodgei
- Dryocopus martius – ciocănitoare neagră

## Comportament
Habitatul lor de reproducere îl reprezintă zonele împădurite cu copaci mari, unde cuibăresc într-o cavitate mare. Ele pot excava o nouă gaură în fiecare an, creând un habitat pentru alte păsări care cuibăresc în cavități mari. Sunt rezidenți permanenți non-migratori. Penajul lor este în principal negru, cu roșu pe creștetul capului, adesea ca o creastă. Majoritatea speciilor au, de asemenea, unele zone albe ale penajului, în special pe cap, iar unele au semne faciale roșii suplimentare. Masculii, femelele și puii fiecărei specii diferă, de obicei, în ceea ce privește roșul de pe creștet și din alte părți ale capului. Zborul este puternic și direct, iar sunetele sunt de obicei puternice. Loviturile în copac ale acestor păsări mari pot fi auzite de la mare distanță.
Ciocănitoarele Dryocopus fac găuri mari cu ciocurile lor puternice în timp ce caută insecte, în special larve de gândaci. De asemenea, se hrănesc cu fructe și nuci.

## Galerie

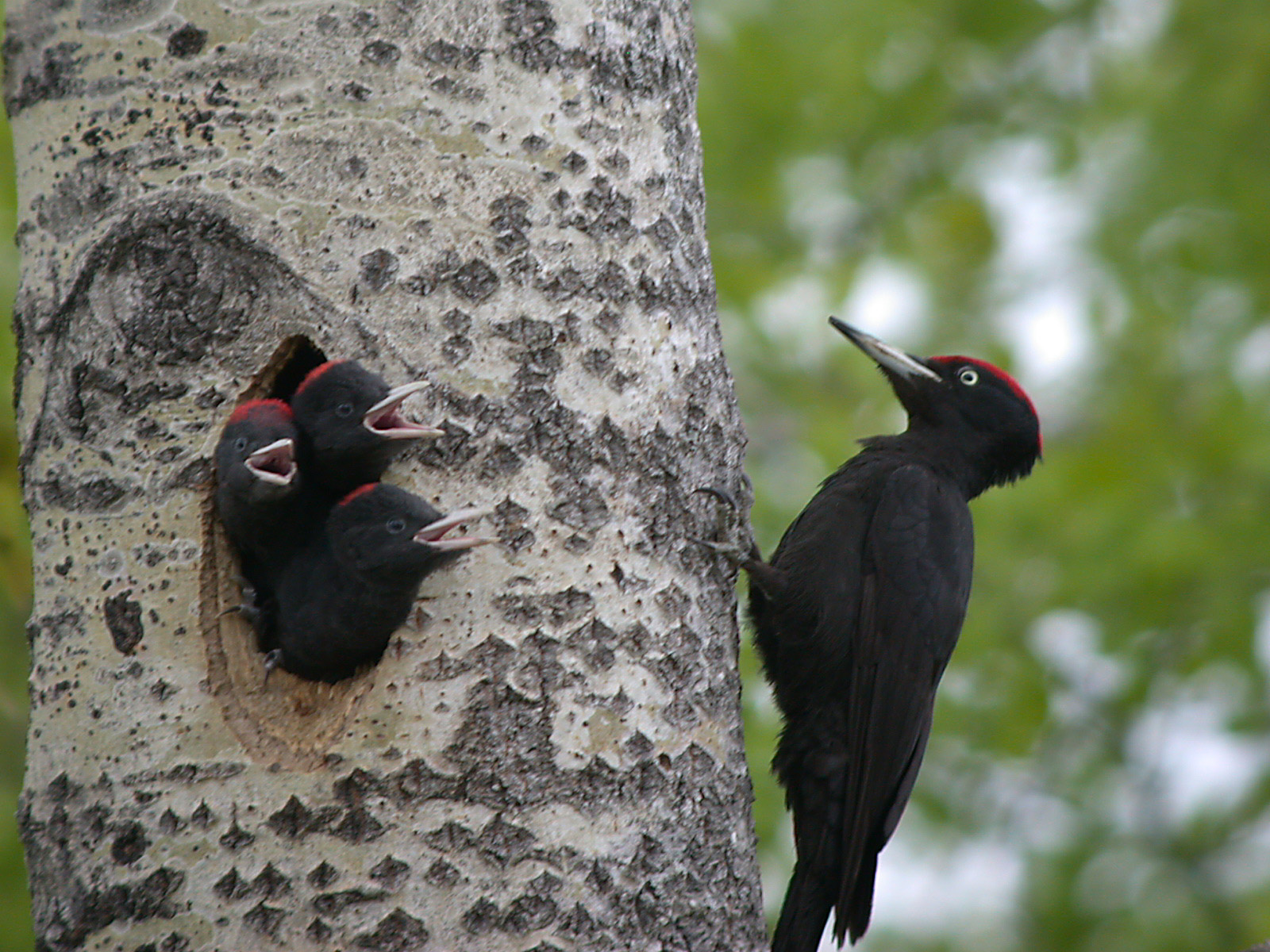
Ciocănitoare neagră
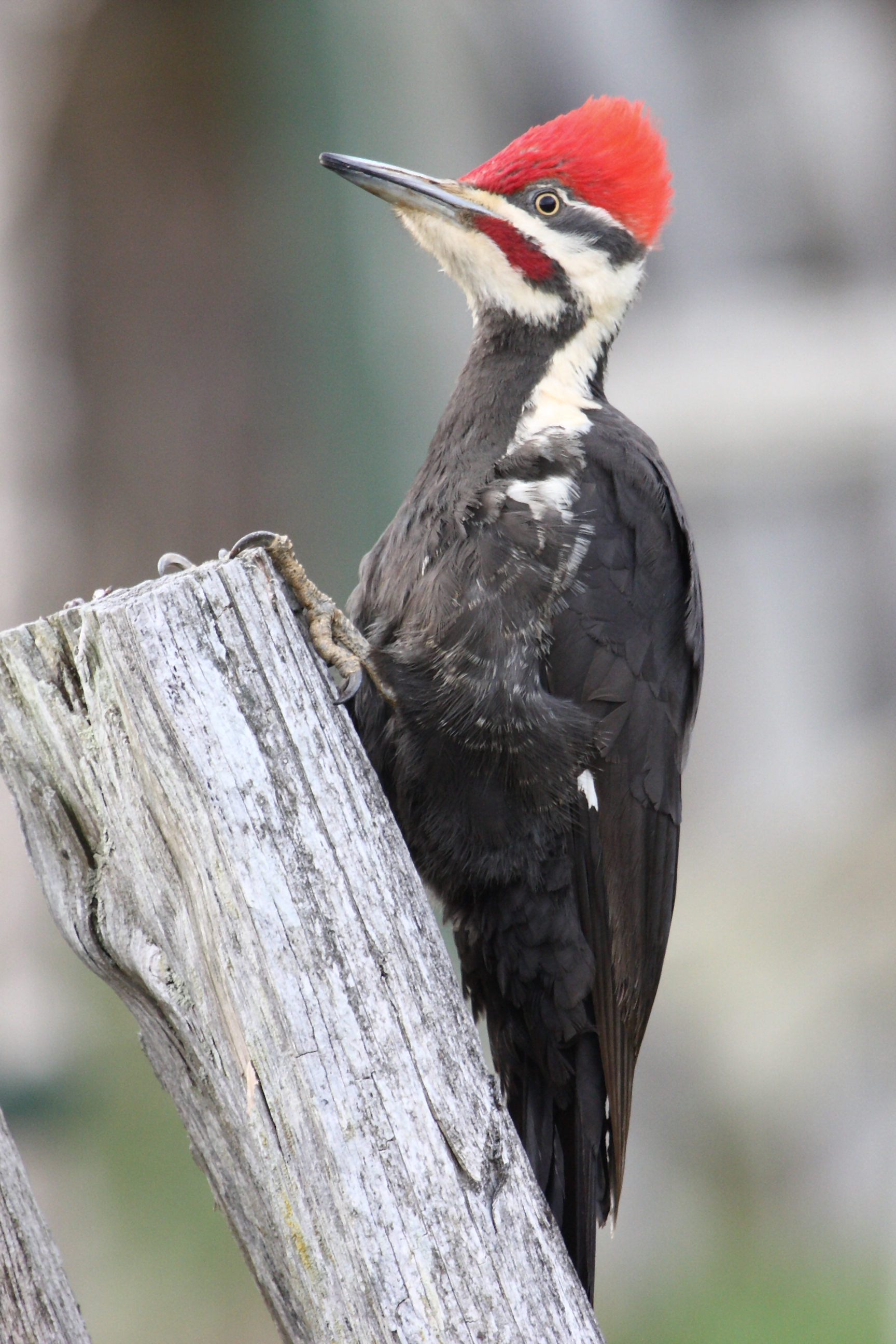
Ciocănitoare nord-americană
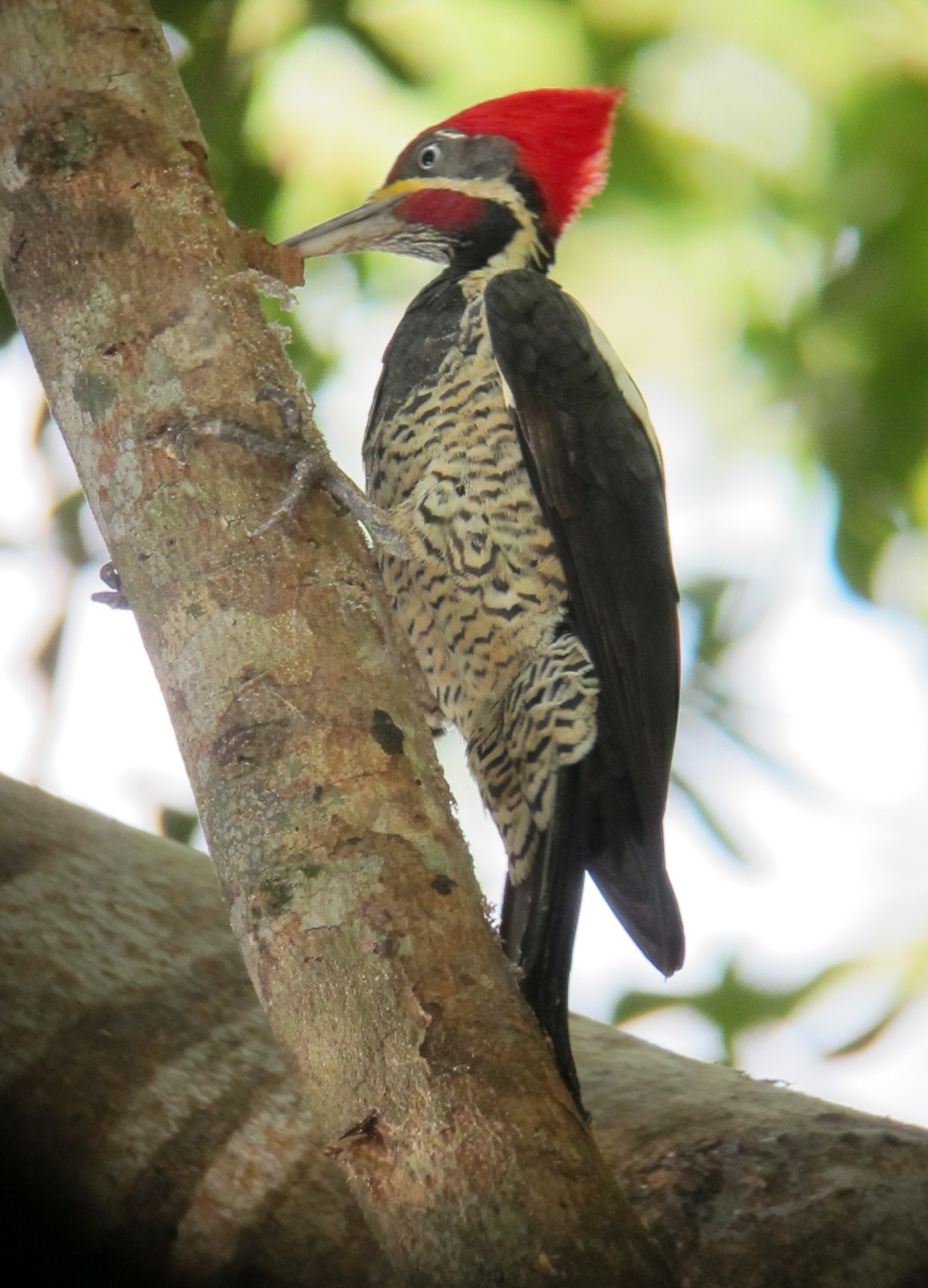
Ciocănitoare neagră cu dungi
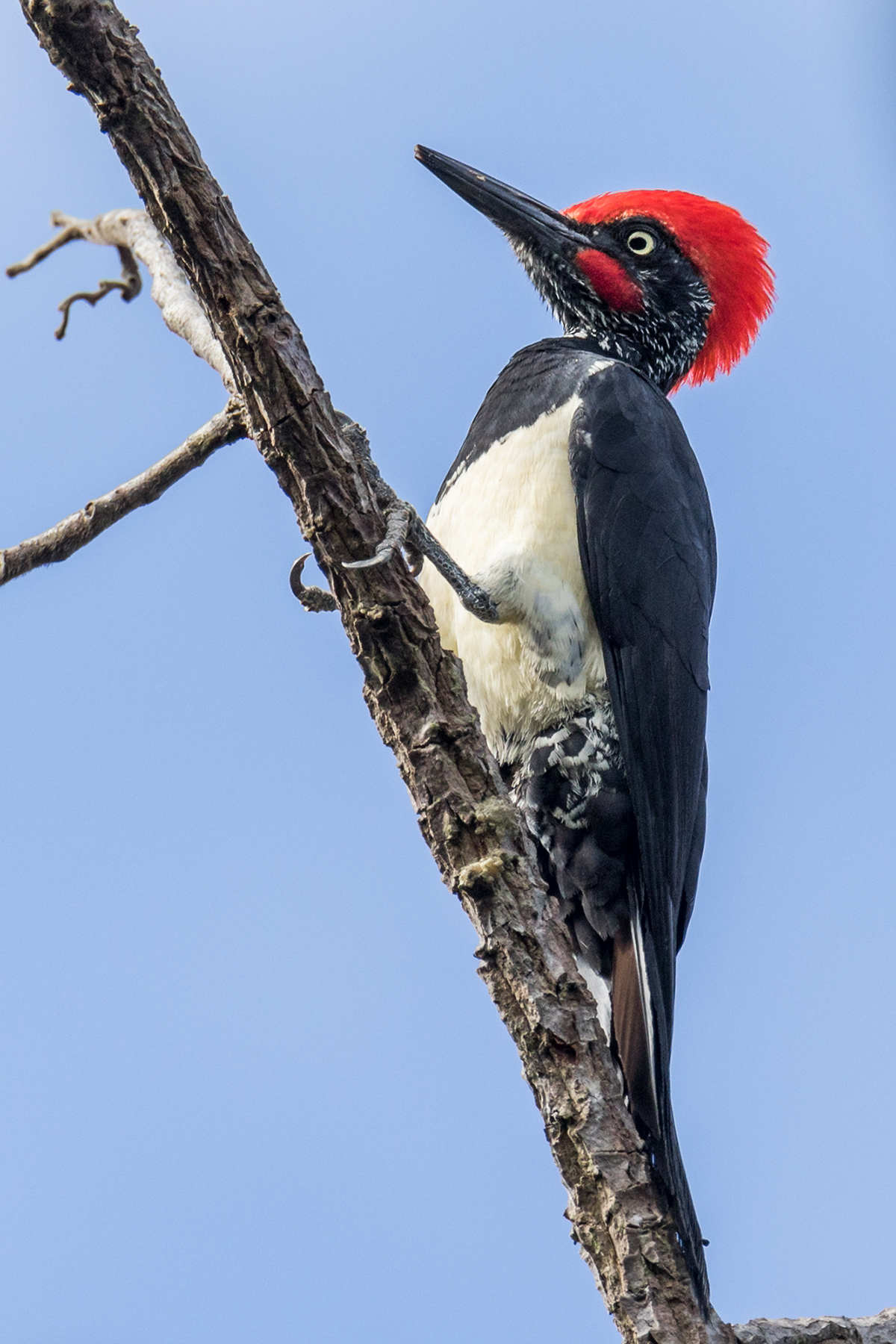
Ciocănitoare cu burtă albă
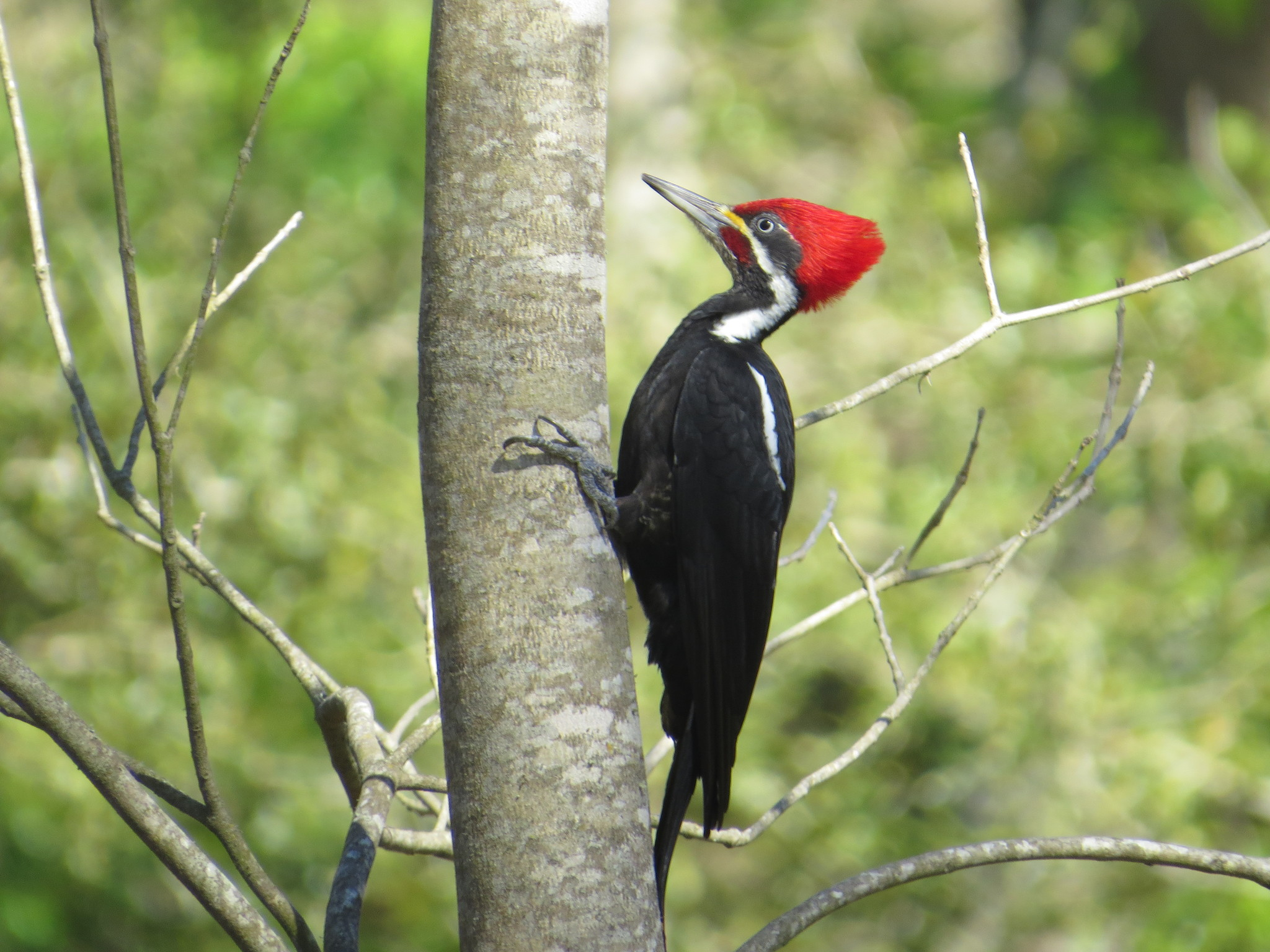
Dryocopus schulzii